# 岡村トモ子
岡村 トモ子（おかむら トモこ、1984年〈昭和59年〉1月23日 - ）は、日本のサックス奏者、作曲家、編曲家。
ビッグバンド「たをやめオルケスタ」のリーダー、SKAバンド「The SKAMOTTS」のリーダーをつとめる。チャラン・ポ・ランタンのバックバンド「カンカンバルカン楽団」のメンバーでもある。
山口県下関市生まれ・出身。

## 来歴
下関市立豊浦小学校、下関市立長府中学校、山口県立下関西高等学校卒業。
中学でアルトサックスを始め、中高は吹奏楽部に在籍。
早稲田大学第一文学部に進学、夜間は文化服装学院に通い、ダブルスクール過程修了。
向井志門氏にジャズサックスを師事し、音楽理論、作編曲、ホーンアレンジ、フルートは独学。
大学卒業後、歌舞伎町に飛び込み週5で毎晩サックスを吹きすさぶ。
2008年、女性ビッグバンド「たをやめオルケスタ」をスタート。ライブ・ツアー・CD制作・衣装制作・PV制作すべてをプロデュースする。
2009年から、「チャラン・ポ・ランタン」のバックバンド「カンカンバルカン楽団」に参加。
2011年から、出身地山口・北九州でのソロツアー活動を開始、地元ミュージシャンとのコラボレーションを重ねる。
2017年、SKAバンド「The SKAMOTTS」結成。
2018年、東京での月1ソロライブをスタートさせる。
過去にはQuincy Jonesの来日公演をサポート。
他にもLittle Glee Monster、THEポッシボー、古内東子、奥田民生、鈴木雅之、 藤井フミヤ、TEE、斉藤和義、大澤誉志幸、前川清、堂珍嘉邦、星野みちる、なかの綾のレコーディング等にも参加。様々なアーティストの編曲も手掛ける。某スポーツイベントの音楽製作にも携わる。

## 人物
インドア派。趣味は家の中でできること一般。
映画、ワイン、料理、裁縫、漫画、パソコン。超愛猫家で2匹の猫と暮らす。
2017年、テレビ東京の番組「家、ついて行ってイイですか?」の取材を受け、以降2024年までに3回取り上げられる。